# Lobelia irrigua
Lobelia irrigua är en klockväxtart som beskrevs av Robert Brown. Lobelia irrigua ingår i släktet lobelior, och familjen klockväxter.
Artens utbredningsområde är Tasmanien. Inga underarter finns listade i Catalogue of Life.